# Ahmet I
Ahmed I (18 d'abril de 1590 – 22 de novembre de 1617) va ser soldà de l'Imperi Otomà des de 1603 fins a la seva mort. En l'actualitat Ahmet I es recorda sobretot per la construcció de la Mesquita del Soldà Ahmet (coneguda com la Mesquita Blava), una de les obres d'art més destacades de l'arquitectura islàmica. El soldà es troba enterrat en un mausoleu al costat dels murs de la mesquita, i l'àrea d'Istanbul on es troba el conjunt porta el seu nom.
Ahmet va succeir el seu pare Mehmet III (1595–1603) el 22 de gener de 1603, als 13 anys, convertint-se en el primer soldà otomà en accedir al tron abans de la majoria d'edat. Trencant amb la tradició fratricida, va enviar el seu germà Mustafà a viure al vell palau a Beyazıt, Fatih amb la seva àvia Safiye Valide Sultan. Era conegut per les seves habilitats en l'esgrima i la doma de cavalls, i també pel seu domini de nombroses llengües. El 1604 va renovar els tractats de comerç amb França, Anglaterra i Venècia.

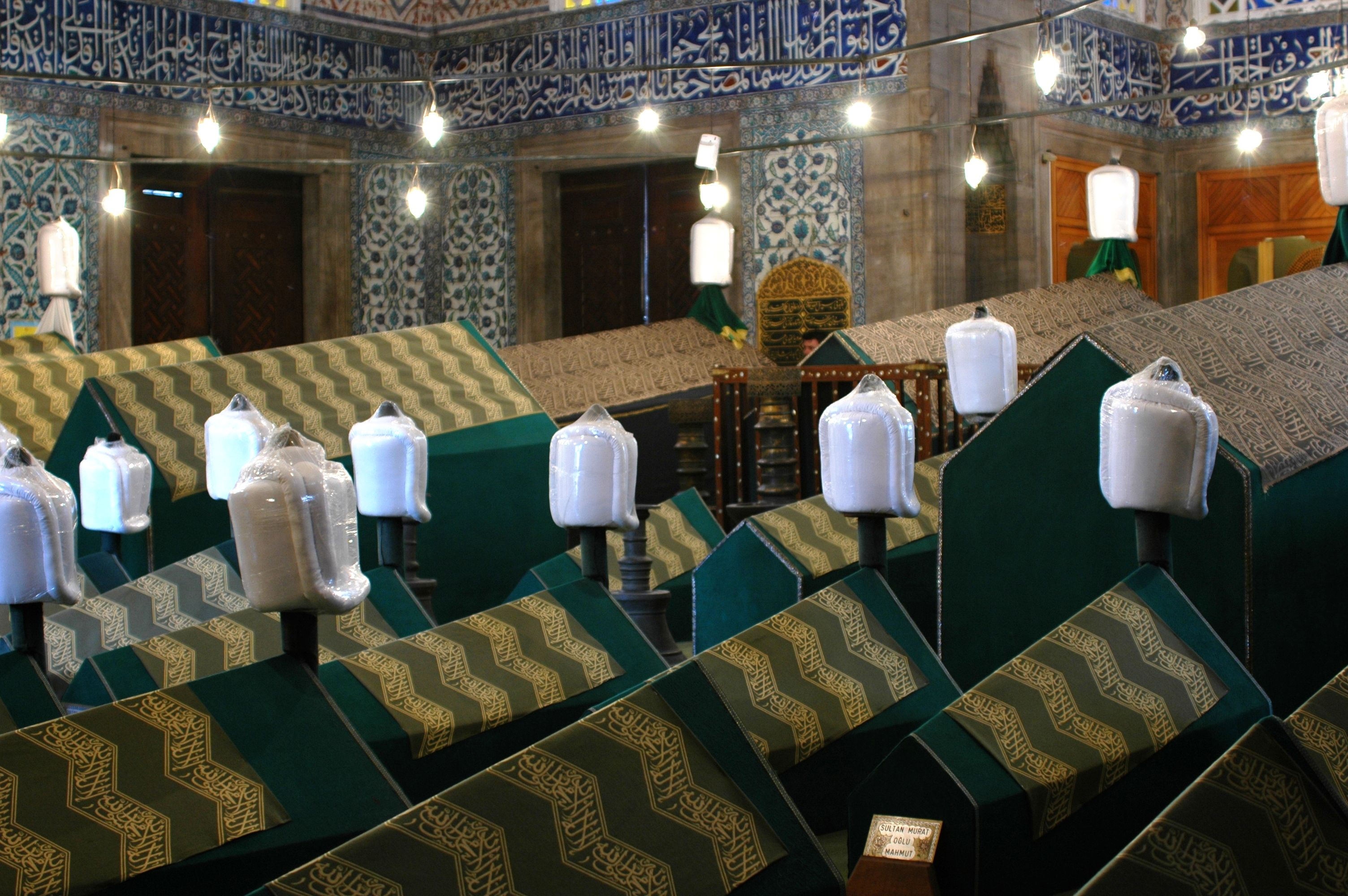
Tomba d'Ahmet I

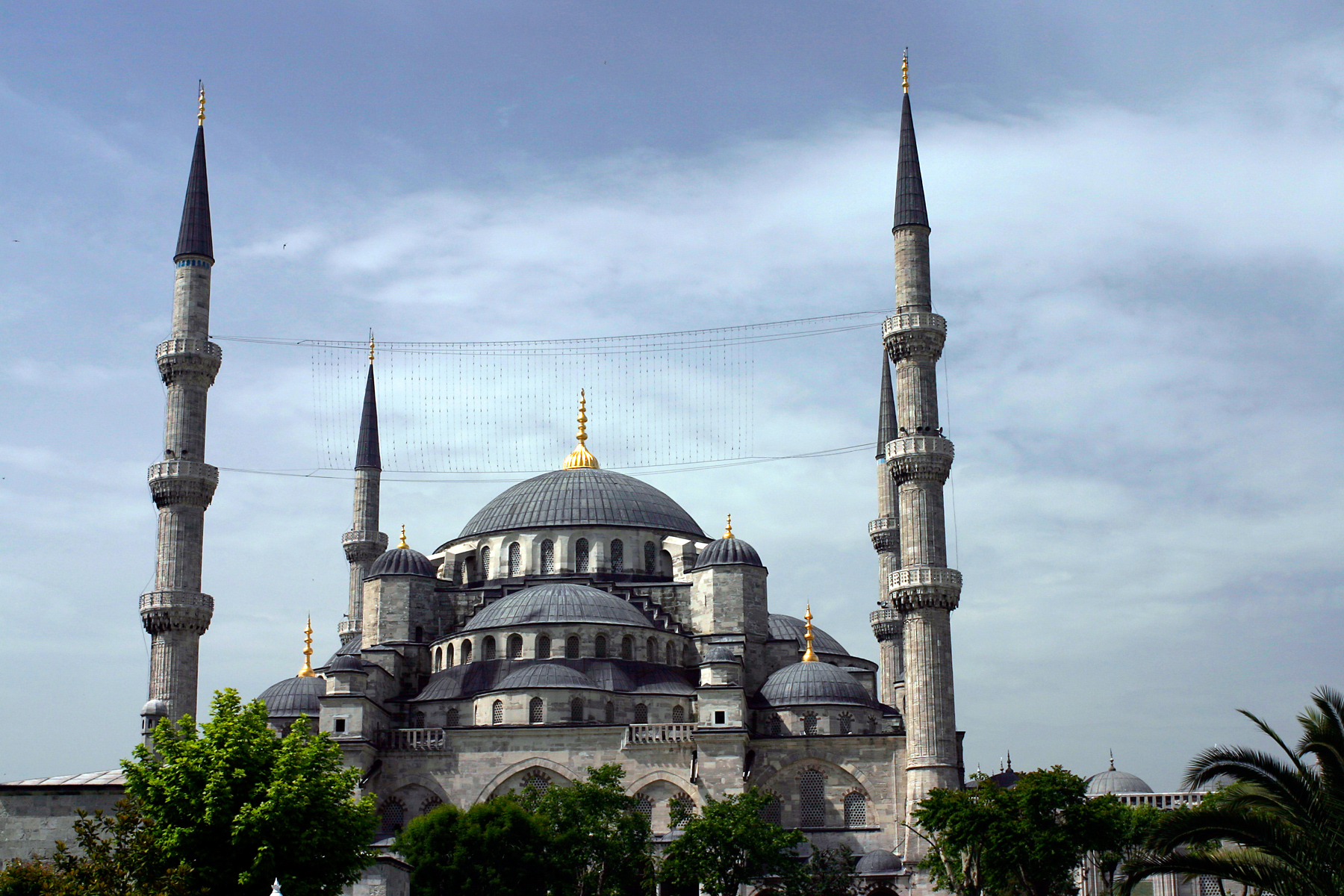
La Mesquita Blava a Istanbul

Els otomans estaven amb problemes a Anatòlia oriental a causa de la Revoltes Jelali i la capital de l'Imperi Otomà també va estar en convulsions a principis de 1603, ja que la tensió entre els geníssers i els espahís només es va reduir temporalment amb la intervenció del Palau. Abbas I el Gran va atacar els otomans per recuperar els grans territoris perduts en la guerra anterior i Pèrsia es va apoderar d'Erivan i Kars però fou aturat davant Akiska; el nou sultà va enviar un exèrcit dirigit per Djaghalizade Sinan Pasha que fou derrotat a Selmas (9 de setembre de 1605) i va morir de desesperació a Diyarbekir mentre Abbas aprofitava per conquerir Gandja i Xirvan.
A Hongria, on es lluitava la Llarga Guerra Turca el gran visir Lala Mehmed Pasha fou derrotat davant Pest i Estergon, però va aconseguir ocupar Wac (Waitzen); en una segona campanya amb suport del príncep de Transsilvània, va bloquejar la fortalesa d'Estergon que va ocupar el 4 de novembre de 1605 mentre Tiryaki Hasan Pasha ocupava Wessprim i Palota. Bokskay va rebre la investidura com a príncep de Transsilvània i Hongria. Mort el gran visir el càrrec va passar breument a Dervish Pasha i tot seguit a Murad Pasha anomenat Kuyudju "el que fa pous" que va concertar amb els austríacs la Pau de Zsitvatorok, signat l'11 de novembre del 1606, pel que els otomans conservaven les places conquerides i cobraven una indemnització de 200.000 florins, però reconeixien al sobirà austríac el títol imperial en comptes del de rei, el que posava a Àustria i l'Imperi Otomà en rang d'igualtat. Aquest tractat fou completat i prorrogat per les conferències de Neuhaeusel (1608), i Viena (juliol de 1615 i març de 1616). Foren algunes revoltes internes les que obligaren al sultà a signar la pau del 1606.
El primer rebel derrotat fou Musli Čawush a Laranda, a mans del general Kuyudju Mehmed Pasha; va seguir Djemshid, revoltat a Adana (pel mateix general) i sobretot Djabuladoghlu Ali Pasha derrotat a la plana d'Orudj prop de Beylan el 24 de desembre de 1607, a mans també de Kuyudju Mehmed Pasha; llavors es van atacar els rebels occidentals: el principal, Kalenderoghlu Mehmed Pasha, revoltat a Brusa i Manisa, fou derrotat a Alačayir el 5 d'agost del 1608; a Síria l'emir drus Manoghlu Fakhr al-Din fou atacat però no es va aconseguir cap victòria decisiva. Murad Pasha Kuyudju el visir va morir amb 90 anys el 1610 quan ja havia iniciat converses de pau amb Pèrsia. La pau el es va signar el 1612, per obra del seu successor Nasuh Pasha; segons aquest tractat es va retornar a la frontera existent amb Selim II i, per tant, es van haver de cedir Geòrgia i l'Azerbaidjan.
Mentre l'almirall Khalil Pasha va derrotar a les flotes florentina i maltesa a la mar Mediterrània, especialment en la batalla naval de Kara Djahannam en aigües de Xipre el 1609 quan sis galions maltesos foren capturats entre els quals el del comanador Fressinet conegut com "el galió roig". El 1612 una flota florentina va atacar Aghaliman a Cilícia i els turcs van respondre el 1614 atacant Malta. El 1612 va signar un tractat de comerç amb els Països Baixos.
La pau amb Pèrsia fou de curta volada i el 1615 es va reprendre la guerra, que va acabar amb el tractat de Serav de 1618, mantenint els acords de 1612. El 1617 els cosacs que havien fet una incursió a Sinope foren interceptats a la desembocadura del Don per Shaksshaki Ibrahim Pasha i derrotats; un atac cosac a Moldàvia fou rebutjat per Iskender Pasha. Finalment es va signar la pau amb els cosacs a Bussa a la riba del Dnièster el 27 de setembre de 1617.
Ahmed va escriure diverses composicions líriques i obres polítiques sota el pseudònim de Bahti. Era profundament religiós, i destinà gran part de la seva fortuna a finançar la feina d'estudiosos i homes pietosos. També va intentar reforçar el compliment de les lleis i tradicions islàmiques, restablint les antigues regulacions que prohibien l'alcohol i intentant de convertir en obligatòria l'assistència a la mesquita a les pregàries de divendres. Es va consagrar a introduir el reglament administratiu i comercial conegut com a Kanunname i va fer construir a Istanbul la mesquita que porta el seu nom (acabada el 1616 després de 7 anys)
Ahmet va morir del tifus el 1617, després de dos mesos de malaltia, amb tan sols vint-i-set anys.